# More, More Than Meets The Eye
More, More Than Meets the Eye – amerykański film fabularny z 1997 roku w reżyserii Tommy'ego Lee Thomasa.

## Obsada
- Tommy Lee Thomas − Tommy
- Kacee DeMasi − porucznik
- Lee Grossman − Norman
- Ross Nolan (w czołówce jako Jody Nolan) − Jonathan
- Harrison Ray − szeryf
- Kevin Sizemore − rowerzysta